# Incidente aereo di Bathernay del 20 aprile 1938
Il 20 aprile 1938 un bombardiere Amiot 143 della 35ème Escadre d'observation precipitò a Bathernay durante un volo di trasferimento da Bron a Marignane, dove doveva prendere parte ad un'esercitazione aeronavale, con la morte di tutti e cinque i membri dell'equipaggio.

## L'incidente

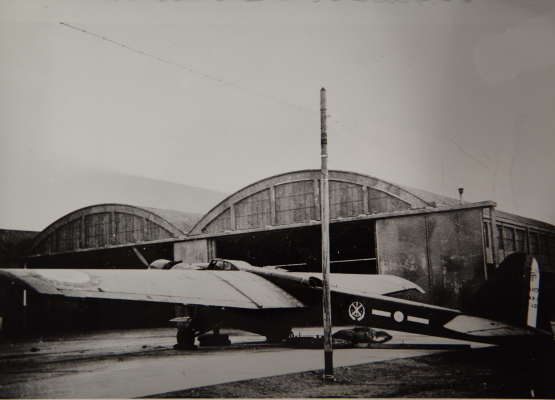
Un bombardiere Amiot 143 davanti ad un hangar

Nell'aprile 1938 si dovevano svolgere intorno a Marignane, nelle Bocche del Rodano, delle esercitazioni congiunte tra l'Armée de l'Air e la Marine nationale.
Per prendere parte all'esercitazione furono mobilitati 12 bombardieri Amiot 143 della 35ème Escadre d'observation di stanza sulla base aerea 105 di Bron.
Tre aerei decollarono da Bron la mattina del 19 aprile 1938, seguiti da altri nove che partirono il 20 aprile intorno alle 8:00, con tempo nuvoloso e vento leggero.
Intorno alle 8:45, due velivoli appena visibili nel cielo furono visti sorvolare la regione tra Saint-Vallier e Saint Donat, nella Drôme. Cinque minuti dopo, un altro apparve a bassissima quota sopra le colline di Bathernay.
Con i motori fortemente imballati, l'aereo si diresse ad alta velocità verso un vallone, detto "le Perdriolon", dove si incontrano i comuni di Saint-Donat, Charmes e Bathernay. Improvvisamente fu udita una forte esplosione che disperse fino a un chilometro di distanza alcuni elementi dell'aereo, come ali, impennaggi, ruote, ecc. La parte più grande dell'aereo scese in picchiata e si schiantò a terra, innescando un grande incendio.
I soccorritori dovettero aspettare più di un'ora prima di avvicinarsi ai resti dell'aereo dove erano imprigionati i resti dei corpi dei cinque membri dell'equipaggio dell'Amiot 143 n.112 (codice 6) della II Escadrille della 35ème Escadre d'observation.
La commissione d'inchiesta ritenne, come causa di questo incidente, che l'aereo si era disintegrato in volo durante una forte "ressource" (richiamata). Il pilota, intrappolato in una fitta nuvola, avrevve voluto riacquistare la visibilità effettuando una picchiata verso terra e poi, sorpreso dalla vicinanza del rilievo, avrebbe eseguito una cabrata che si rivelò troppo violenta e provocò la disintegrazione in volo dell'aereo, cosa che spiegava l'esplosione udita dai testimoni.
Nell'incidente perirono i cinque membri dell'equipaggio: tenente Henri Méry, comandante di bordo, 31 anni, originario di Cudot, nello Yonne, 472 ore di volo; sottotenente Bernard Martin des Paillères, pilota, 24 anni, originario di Bourg-en-Bresse nell'Ain, sposato e padre di una figlia, 258 ore di volo; sergente maggiore Henri Chapuis, meccanico, 27 anni, originario di Bourg-en-Bresse nell'Ain, sposato e padre di una figlia, 200 ore di volo; sergente René Vailly, mitragliere, 22 anni, originario di Lione, 200 ore di volo; sergente Alexandre Jourdain, operatore radio, 22 anni, originario di La Rochelle, sposato e padre di un bimbo di 14 mesi e con la moglie incinta di un altro figlio.
Nel pomeriggio del 20 aprile una ambulanza della base aerea 105 venne a prelevare i corpi degli aviatori, che furono portati alla camera mortuaria dell'ospedale militare "Desgenettes" di Lione. Una cerimonia religiosa si svolse il 23 aprile presso la cattedrale primaziale di San Giovanni Battista e Stefano di Lione e gli onori militari vennero resi sul piazzale dell3 cattedrale alla presenza del generale François d'Astier de La Vigerie, comandante della 4ª Regione aerea.
Il 20 aprile 2008, vicino a Bathenay, ai margini della D884, su iniziativa dell'Association Rhodanienne pour le Souvenir Aérien (ARSA) e delle Vieilles Tiges, il comune di Bathernay ha inaugurato un monumento in omaggio ai cinque aviatori.

### Fonti
1. ↑  Drames Aériens.
2. 1 2 3 4 5 6 7 8 9 10 11  Cercle Aeronautique Louis Mouillard.
3. 1 2 3  Aerosteles.
4. ↑  Docplayer.